# Aleksej Nuzjnyj
Aleksej Nuzjnyj (russisk: Алексе́й Никола́евич Ну́жный) (født 16. juni 1984 i Josjkar-Ola i Sovjetunionen) er en russisk filminstruktør og manuskriptforfatter.

## Filmografi
- Ja khudeju (Я худею, 2018)[1][2]
- Gromkaja svjaz (Громкая связь, 2019)
- Obratnaja svjaz (Обратная связь, 2020)
- Ogon (Огонь, 2020)
- Para iz budusjjego (Пара из будущего, 2021)